# Abridor de porta de garagem

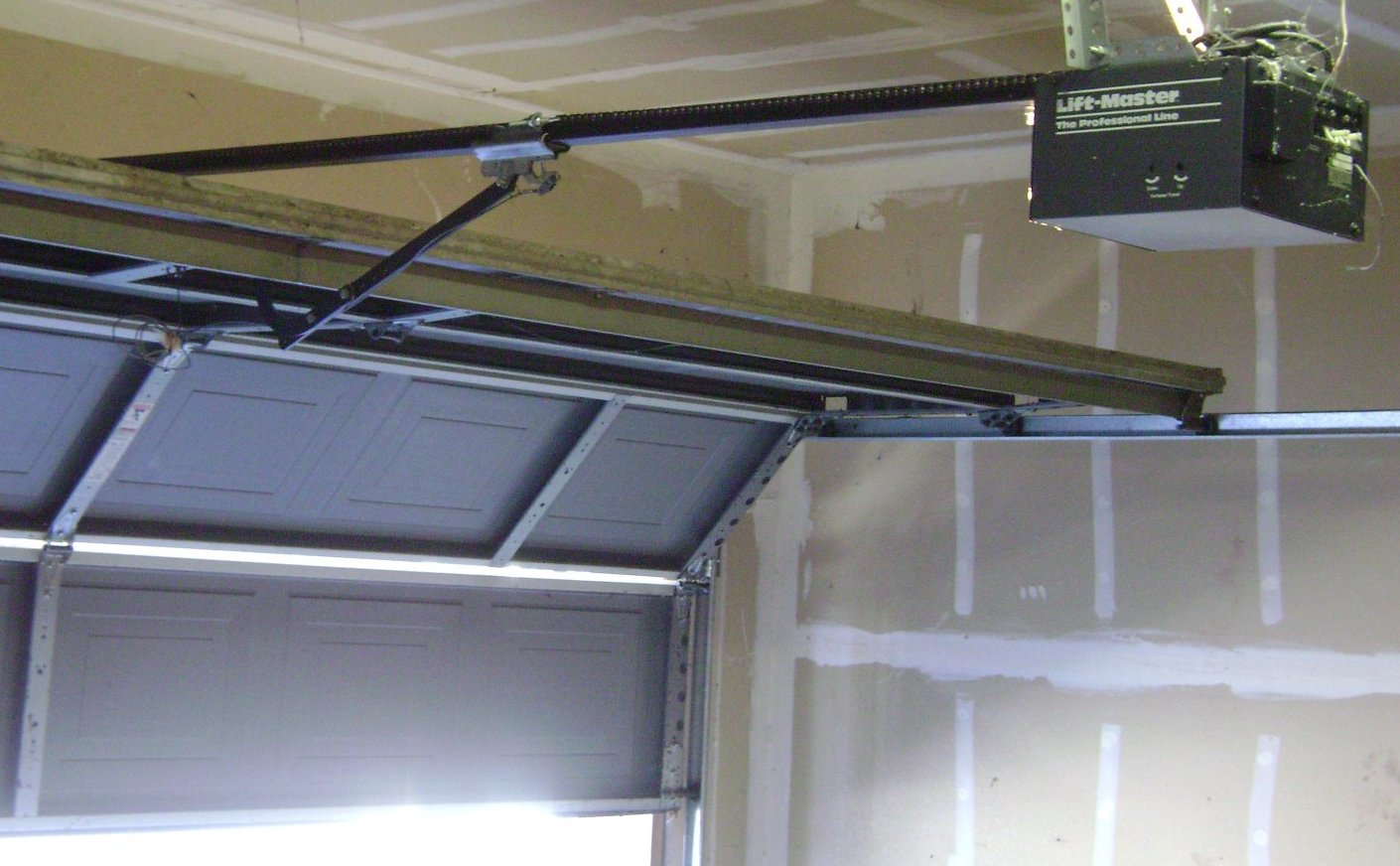
Um abridor de porta de garagem residencial. O motor está na caixa no canto superior direito.

Um abridor de porta de garagem é um dispositivo motorizado que abre e fecha uma porta de garagem controlada por interruptores na parede. Os dispositivos de abertura de portas são fornecidos com uma calha metálica de uma só peça, robusta e sem costuras. Também incluem um motor e um sistema de bateria de reserva que assegura o funcionamento do portão da garagem mesmo em caso de falha de energia. As portas simples normais necessitam normalmente de pelo menos 1/2 cavalo-vapor, enquanto as portas duplas mais pesadas podem necessitar de até 1 cavalo-vapor. A maioria também inclui um controle remoto portátil transportado pelo proprietário, que pode ser usado para abrir e fechar a porta a uma curta distância. Os modelos mais recentes oferecem comunicação encriptada para impedir os piratas informáticos, conetividade de smartphone para acesso remoto e eficiência energética, garantindo que a porta fica fechada em segurança quando não está a ser utilizada.
O abridor elétrico de porta de garagem foi inventado por C. G. Johnson em 1926 em Hartford City, Indiana. Os abridores elétricos de portas de garagem não se tornaram populares até que a Era Meter Company de Chicago ofereceu um após a Segunda Guerra Mundial, onde a porta suspensa da garagem poderia ser aberta por meio de um teclado localizado em um poste no final da garagem ou por um interruptor dentro da garagem.